# Cavolinia longirostris
Cavolinia longirostris är en snäckart som först beskrevs av Henri Marie Ducrotay de Blainville 1821.  Cavolinia longirostris ingår i släktet Cavolinia och familjen Cavoliniidae. Inga underarter finns listade i Catalogue of Life.